# Görisried
Görisried – miejscowość i gmina w południowych Niemczech, w kraju związkowym Bawaria, w rejencji Szwabia, w regionie Allgäu, w powiecie Ostallgäu, wchodzi w skład wspólnoty administracyjnej Unterthingau. Leży w Allgäu, około 10 km na południowy zachód od Marktoberdorfu, nad rzeką Wertach.

## Demografia
| Rok  | Liczba mieszkańców |
| ---- | ------------------ |
| 1970 | 873                |
| 1987 | 1 011              |
| 2000 | 1 201              |

## Polityka
Wójtem gminy jest Thea Barnsteiner, wcześniej urząd ten obejmował Georg Kugler. Rada gminy składa się z 12 osób.
|      | Allgemeine Wählerschaft | Razem |
| 2008 | 12                      | 12    |
| 2002 | 12                      | 12    |

## Oświata
W gminie znajduje się przedszkole (50 miejsc i 46 dzieci).